# Ignác Lamár

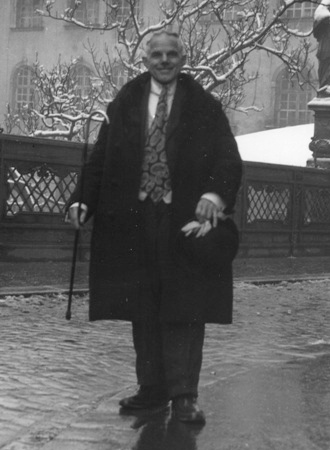
Schöner Náci

Ignác Lamár, besser bekannt als Schöne Náci oder seltener Schöner Náci (* 11. August 1897, Petržalka (deutsch Engerau) bei Pressburg; † 23. Oktober 1967 Lehnice im Okres Dunajská Streda) war ein stadtbekanntes Original in Bratislava.

## Leben
Nachdem ihn seine Mutter bereits in jungen Jahren verließ und der Vater, ein Schuhmacher, bald starb, war Ignác Lamár auf sich selbst gestellt. Sein jüngerer, gelähmter Bruder wurde in einer karitativen Einrichtung aufgenommen. Er selbst bekam Arbeit als Requisiteur in einem Theater.
Angesprochen wurde er bis zu Kriegsende mit Ignácko, von dem die Kurzform Náci entstand. In der Slowakei ist er unter der grammatikalisch falschen Namensform Schöne Náci (ohne -r) bekannt. Bekannt wurde er in der Stadt, da er stets mit Zylinder, Frack und Lackschuhen elegant bekleidet war und in der Altstadt Bratislava zu finden war und die weiblichen Passanten mit den Worten „küss die Hand gnädige Frau“ ansprach. Oft überreichte er den Damen auch Blumen. Zu finden war er oft in der Konditorei Stürzer in der heutigen Sedlárska ulica (Sattlergasse) oder im Café Mayer am heutigen Hlavné námestie (Hauptplatz).
Nach dem Zweiten Weltkrieg wurde er aufgrund der Beneš-Dekrete bereits in ein Sammellager gebracht, wo deutschsprachige Vertriebene untergebracht wurden. Er wurde aber wieder entlassen und durfte in Bratislava bleiben.
Die letzten 21 Jahre verbrachte er im Altersheim von Bratislava. Im Jahr 1967 starb er an Tuberkulose im Krankenhaus von Lehnice. Nachdem keine Angehörigen für ein Begräbnis und die Grabpflege existierten, übernahm die Gemeinde die Kosten.
Nachdem er in der Jugend große, teilweise existenzielle Probleme gehabt hatte, entwickelte Lamár die Lebensphilosophie, wie sein Großvater als berühmter Clown zu leben und so seinen Problemen auszuweichen.

## Würdigung

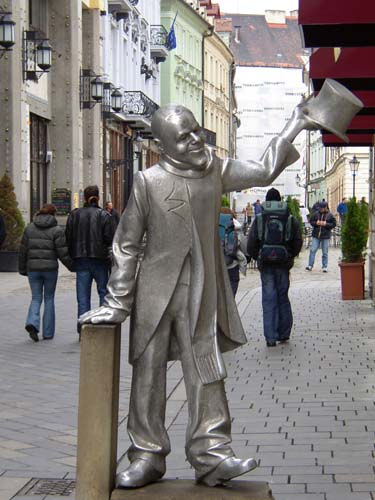
Lebensgroße Figur des Schönen Náci

30 Jahre nach seinem Tod, im Jahr 1997, wurde eine Statue in Lebensgröße vom Designer Juraj Meliš nachgebaut. Sein Denkmal steht am Fischertor vor dem Café Mayer.
Im Jahr 2007 wurden seine sterblichen Überreste durch die Ferdinand-Martinengo-Gesellschaft von Lehnice auf den Andreas-Friedhof (slowakisch Ondrejský cintorín) in Bratislava überführt. Auf seinem Grabstein stehen ebenso seine typischen Worte auf Slowakisch, Deutsch und Ungarisch.

## Posthume Bewertung
Bei Ignác Lamár handelte es sich zwar um eine harmlose, jedoch krankhaft schizophren ausgeprägte Persönlichkeit, die in einer Scheinwelt lebte, die mit der Realität des alltäglichen Lebens nichts gemeinsam hatte.
In den 1930er Jahren machte der bekannte Preßburger Journalist Karl Benyovszky von der damaligen Tageszeitung Der Grenzbote im Hotel Carlton mit Lamár anlässlich dessen 40ten Geburtstages ein Interview. In diesem Interview behauptete Lamár, dass er der Sohn einer reichen Familie wäre, seine Geschwister ihm jedoch um sein Erbe gebracht hätten. Auf die Frage des Journalisten, weshalb er nicht verheiratet wäre und eine Familie gegründet hätte, antwortete Lamár, dass er seit Jahren mit einer reichen US-Amerikanerin verlobt wäre, diese jedoch nach Europa nicht kommen wolle und er selbst seine Vaterstadt nicht verlassen wolle, was bei den Anwesenden zur allgemeinen Erheiterung führte.
Von vielen der heutigen Bewohner Bratislavas wird Lamárs Persönlichkeit glorifiziert und im Nachhinein verherrlicht, obzwar die meisten unter ihnen die wahre Persönlichkeit dieses „Originals“, wie er gegenwärtig tituliert wird, persönlich gar nicht kannten. Die Zeitgenossen, die sich an Lamár persönlich erinnern konnten, sehen das wesentlich kritischer. Für die meisten Zeitgenossen war er eine Figur des Spottes, wenn er in den Straßen der Stadt erschien liefen ihm die Kinder voraus und riefen „Der Naci kommt, der Naci kommt...!“ In seinem Unglück war Lamár nicht in der Lage zwischen Spott und Realität zu unterscheiden...
In der Slowakei erschienen zahlreiche Artikel und Berichte über Ignác Lamár.